# Maurice Gross

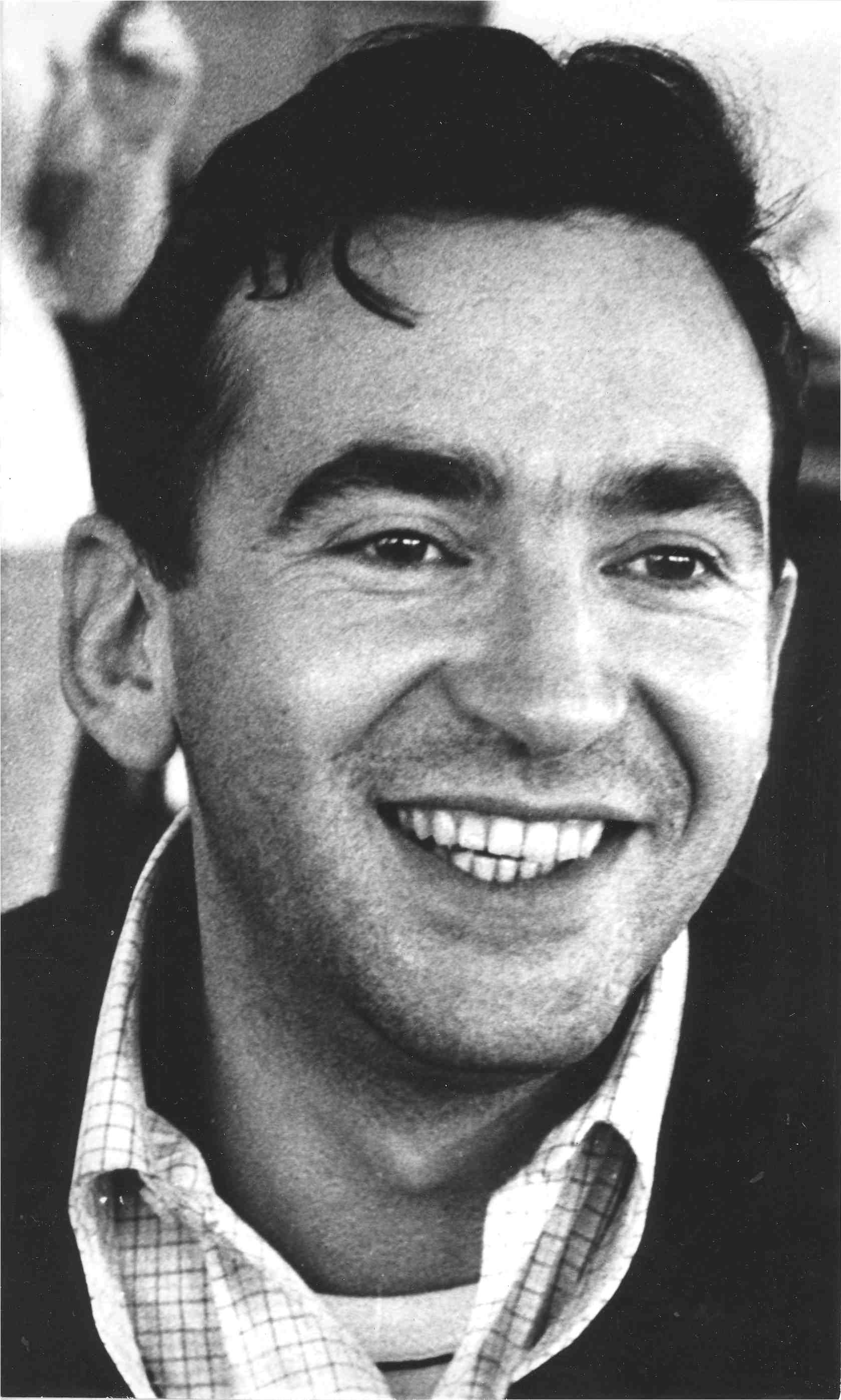
Maurice Gross

Maurice Gross (* 21. Juli 1934 in Sedan, Département Ardennes; † 8. Dezember 2001 in Ennery) war ein französischer Linguist und Romanist.

## Leben und Werk
Gross arbeitete an der École polytechnique ohne linguistische Vorbildung an der automatischen Übersetzung und ging deshalb 1961 als Stipendiat ans Massachusetts Institute of Technology (MIT) zu Noam Chomsky (→ Generative Grammatik). Zurück in Frankreich forschte er als Informatiker am Centre national de la recherche scientifique (CNRS). 1964 ging er ein zweites Mal in die Vereinigten Staaten, diesmal an die University of Pennsylvania zu Zellig S. Harris, mit dem er zwei Jahre  zusammenarbeitete und den er von da an als seinen linguistischen Ziehvater betrachtete. 
1967 promovierte er an der Sorbonne mit der Arbeit Analyse formelle comparée des complétives en français et en anglais und ging als Dozent an die  Universität Aix-en-Provence, wo er mit Jean Stéfanini zusammenarbeitete. 1969 habilitierte er sich an der Universität Paris mit der Arbeit Lexique des constructions complétives und wurde Professor an der neuen Universität Vincennes, dann an der Universität Paris VII. 
Er gründete 1968 das Laboratoire d'Automatique Documentaire et Linguistique (LADL, im CNRS), sowie 1977 die Zeitschrift Lingvisticae Investigationes. 
Im Alter von 67 Jahren erlag Maurice Gross seiner Krebserkrankung.

## Rezeption
Gross’ computergestützte Forschungen  an großen Mengen Sprachmaterials ergeben das Bild der Sprache als eines stärker idiomatisch verfestigten denn frei manipulierbaren Instruments und decken sich mit der Aussage von John McHardy Sinclair (1933–2007)  zum Überwiegen des Idiom-Principle (Phraseologie) über das Open-Choice-Principle (freie Kombinatorik). Gross beschrieb die Sprache als Lexique-Grammaire, als eine Grammatik, deren Formalisierbarkeit an ihrem Gebundensein an den Wortschatz scheitert. Wer Sprache vollständig beschreiben will, muss deshalb riesige Mengen kodierter Kombinationen zusammentragen. 

## Schriften (Auswahl)

### Als Autor
Aufsätze
- On the failure of generative grammar. In: Language. Journal of the Linguistic Society of America, Bd. 55 (1979), Heft 4, S. 859–885, ISSN 0097-8507.
- Les phrases figées en français. In: L'information grammaticale, Bd. 59 (1993), S. 36–41, ISSN 0222-9838.
- Etat du lexique-grammaire du français et perspectives d'extension. In: Sylvain Auroux et al. (Hrsg.): History of the Language Sciences, Bd. 3. De Gruyter, Berlin 2006, S. 2122–2129, ISBN 978-3-11-016736-8.

Monographien
- Methodes en syntaxe. Régime des constructions complétives. Hermann, Paris 1975, ISBN 2-7056-1365-X (zugl. Habilitationsschrift, Aix 1969).
- Grammaire transformationnelle du français. Cantilène, Malakoff 1986ff.

1. Syntaxe du verbe. 1986, ISBN 2-86973-000-4 (EA Paris 1968).
2. Syntaxe du nom. 1986, ISBN 2-86973-001-2 (EA Paris 1977).
3. Syntaxe de l’adverbe. 1990, ISBN 2-908708-00-0.

- Mathematische Linguistik. Eine Einführung (Notions sur les grammaires formelles, 1967). Springer, Heidelberg 1971, ISBN 3-540-05201-1 (zusammen mit André Lentin)[2]
- Mathematical models in linguistics. Prentice-Hall, Englewood Cliffs 1972.

### Als Herausgeber
- Syntaxe transformationnelle du français (Langue Française; Bd. 11). Larousse, Paris 1971 (zusammen mit Jean Stéfanini).
- Méthodes en grammaire française (Initiation à la Linguistique/B; Bd. 6). Klincksieck, Paris 1976 (zusammen mit  Jean-Claude Chevalier).
- Études de syntaxe française (Langue Française; Bd. 39). Larousse, Paris 1978 (zusammen mit Christian Leclère)
- Grammaire et histoire de la grammaire. Hommage à la mémoire de Jean Stéfanini. Universität, Aix-en-Provence 1988, ISBN 2-85399-200-4 (zusammen mit Claire Blanche-Benveniste und André Chervel).